# Соуза Пинту, Хосе Хулио де
Жозе́ Жу́лиу де Со́уза Пи́нту (порт. José Júlio de Souza Pinto, 15 сентября 1856, Ангра-ду-Эроишму, Азорские острова, Португалия — 14 апреля 1939, Пон-Скорф, Бретань, Франция) — португальский художник, принадлежал к натуралистическому течению в живописи.

## Биография
Жозе Жулиу де Соуза Пинту — сын магистрата Лину де Соузы Пинту и Анны де Соузы Кику, родился в городе Ангра-ду-Эроишму (по другим данным, его отец был доктором). Долгое время проживал на Азорских островах: до трёх лет — на острове Терсейра, позже переехал на остров Санта-Мария, где его отец был назначен судьёй. Именно тогда, в ноябре 1861 года, родился его младший брат, тоже художник Альберту де Соуза Пинту. Семья жила также на острове Рибейра-Гранде до переезда на материк, где будущий художник ещё не бывал. Первые уроки живописи Жозе Жулиу де Соуза Пинту получил от матери.
Жозе Жулиу де Соуза Пинту (ему было тогда только четырнадцать лет) и его брат Альберту были зачислены в Португальскую академию изящных искусств (порт. Academia Portuense de Belas Artes), где до них проходили обучение Антониу Суареш душ Рейш и Жоао Антониу Коррейа, с которыми он позже поддерживал дружеские отношения.
В 1880 году Жозе Жулиу де Соуза Пинту и его рано умерший однокурсник Энрике Паузан получили грант, позволяющий учиться в Париже. Там они проходили обучение в Национальной высшей школе изящных искусств у Вильяма Бугро и Адольфа Ивона, в мастерской Александра Кабанеля. В следующем 1881 году Соуза Пинту выставил портрет одного из своих соотечественников в Салоне Общества французских художников, но с 1883 года он обратился к бытовому жанру, в основном под влиянием натурализма Жюля Бастьен-Лепажа.
Соуза Пинту быстро стал восприниматься как свой человек в парижских художественных кругах и представлял работы на все крупных выставках, которые тогда проходили во Франции, в том числе в Парижском салоне. В 1900 году он был членом жюри в Парижском салоне. Выставки художника проходили также в Бразилии и США. В 1900 году Соуза Пинту принял приглашение стать членом жюри выставки картин на Всемирной выставке в Париже.
Хотя долгое время Жозе Жулиу де Соуза Пинту проживал во Франции, он часто посещал Португалию, где были организованы его выставки в Порту и Лиссабоне. Соуза Пинту был первым португальским художником, чья работа была приобретена крупным французским музеем — Музеем в Люксембургском саду (ныне картина находится в экспозиции Музея Орсе). Это была картина «Сбор урожая картофеля» («La récolte des pommes de terre», 1898 года). Во время визита в Бретань он был очарован южным побережьем полуострова, проживал там в 80—90-е годы XIX века, а затем — после I мировой войны до конца своей жизни, создавая жанровые сцены из жизни местных крестьян. В начале двадцатого века он активно работал в технике пастели, акварели и в масле. Второе десятилетие XX века — период, когда большинство работ художника были выполнены в Португалии. Во время Первой мировой войны он жил в Лиссабоне, где была представлена ретроспектива его произведений. В 1932 году художник Хулио Пина организовал в Silva Porto салон, где были выставлены 103 работы, созданные художником в течение 60-летней карьеры.
Творчество художника представлено в музеях Франции, США, Бразилии, Австралии, а также в Португалии: в Национальном музее Суареша душ Рейша и Музее современного искусства в Casa de Serralves в Порту, в Музее Вашку Великого в Визеу, в доме-музее Антониу Тейшейры Лопеша, в Вила-Нова-де-Гайя и Музее Шиаду в Лиссабоне.

## Личная жизнь
Художник был женат на Луизе Биго, у них было два сына, один из них — скульптор и акварелист Карлуш Луиш де Соуза Пинту (порт. Carlos Luís de Sousa Pinto).

## Особенности творчества
Искусствоведы отмечают глубокую печаль, свойственную бретонским картинам художника, выполненным в бытовом жанре, которая контрастирует с яркими красками родной Португалии. Часто он изображает сентиментально-драматические сюжеты (например, традицию скорби жён рыбаков о своих погибших мужьях или грусть крестьянина о своей неудавшейся судьбе). Творчество художника принято относить к натурализму, но этот натурализм достаточно эклектичен, отмечают у него и элементы импрессионизма и даже влияние постимпрессионизма и школы Наби.
Специалисты обычно сопоставляют творчество Соузы Пинту этого периода с работами других учеников Бастьена-Лепажа — Паскаля Адольфа Жана Даньяна-Бувре и Жюля Бретона. Эти художники были одними из первых французских художников, изобразивших крестьянский быт в духе натурализма.
Для картин, выполненных в 1910-е годы характерна дематериализация цвета. Соуза Пинту начинает работать в жанре пейзажа, обычно изображает сельскую природу вблизи своего дома, подчёркивает необычность хорошо знакомого для окружающих людей небольшого её участка.

## Награды
В 1883 году в Парижском салоне картина художника «Os calções rotos» получила поощрительную премию. В 1884 году он был награждён правительством Португалии титулом рыцаря Ордена Сантьяго. В последующие годы его творчество также имеет успех, на Всемирной выставке 1889 года в Париже художник получил серебряную медаль, что давало ему представление последующих работ вне конкурса. В 1895 году на выставке в Рио-де-Жанейро Жозе Жулиу де Соуза Пинту получил серебряную медаль. Два года спустя он получил степень кавалера Ордена Почетного легиона, художник был возведен в офицеры этого ордена в 1928 году. В 1896 году ему был вручён Почётный диплом на выставке в Ренне и золотая медаль на выставке в Атланте.

## Галерея

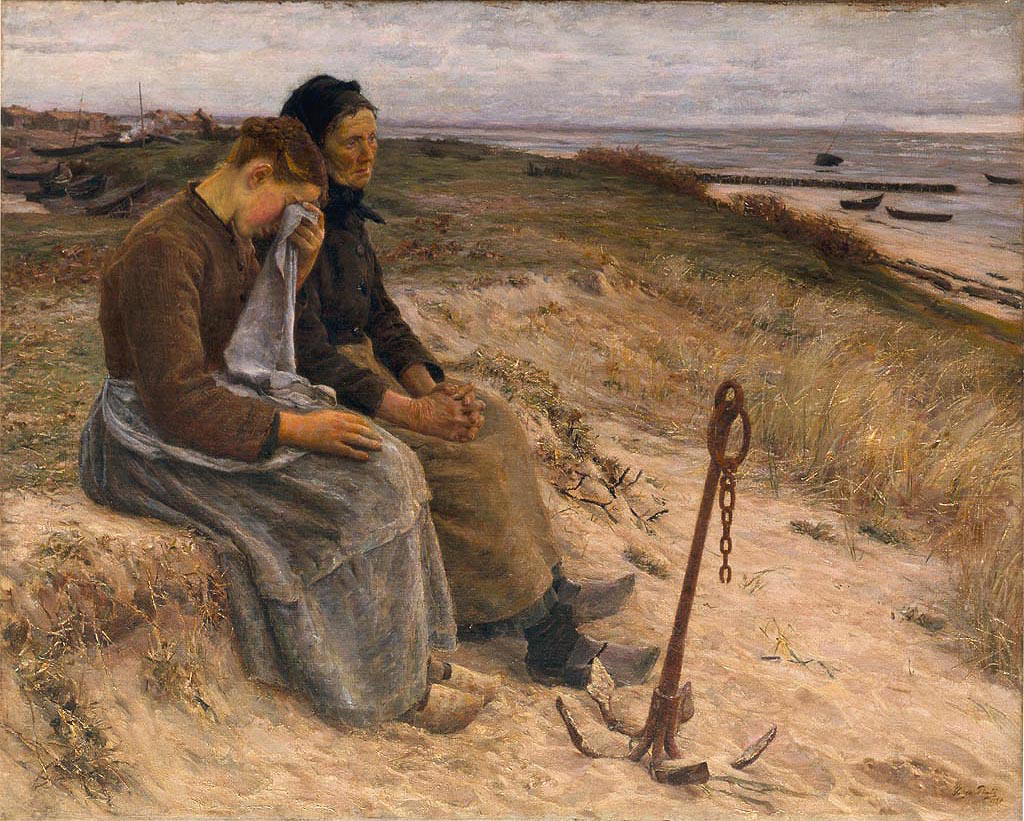
Барка пропала, 1890
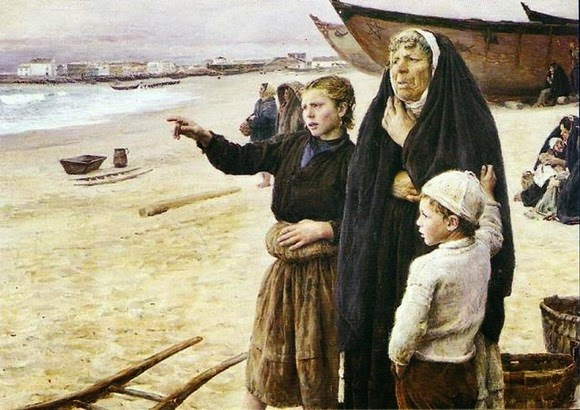
Возвращение лодки, 1891
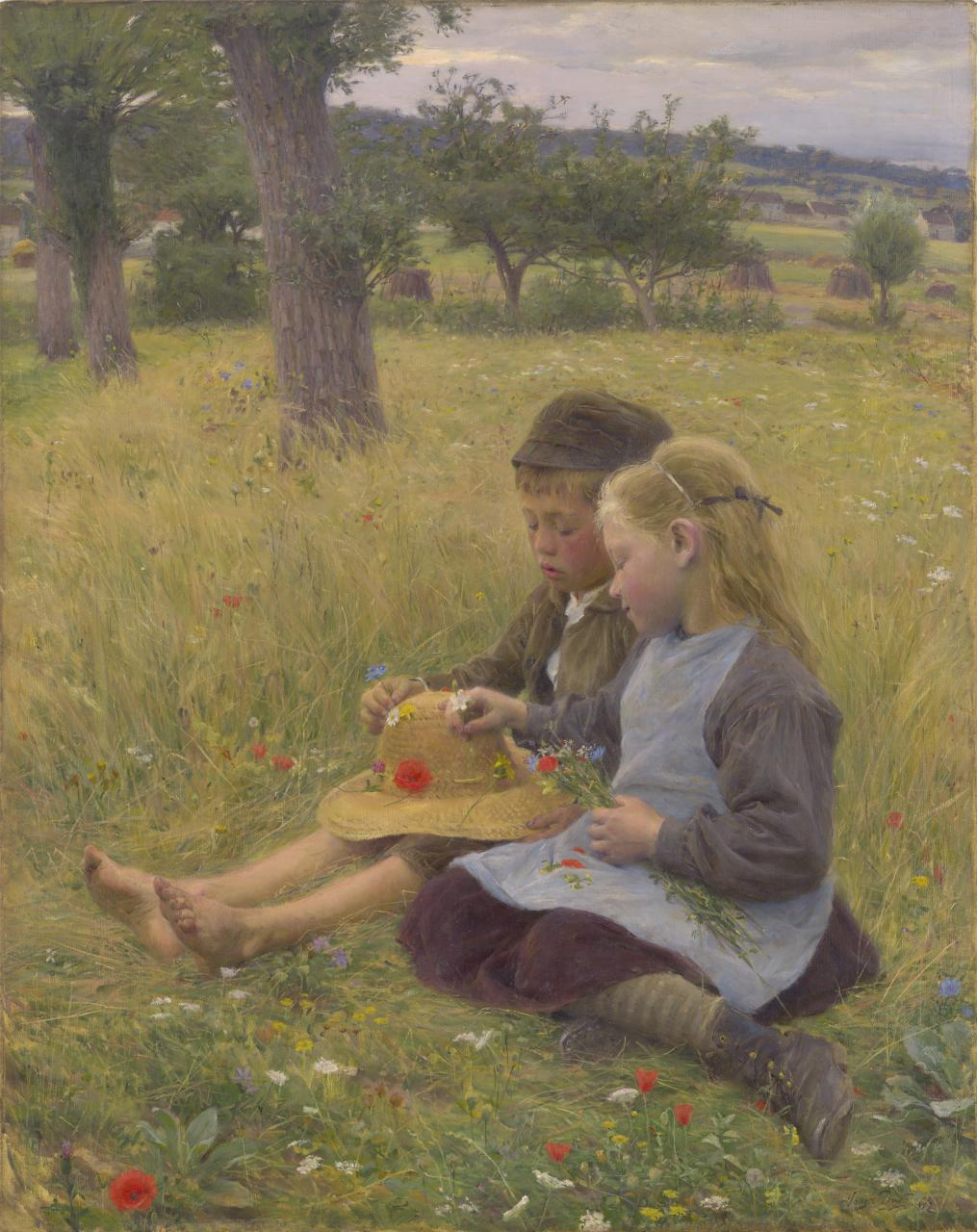
В полях, 1892
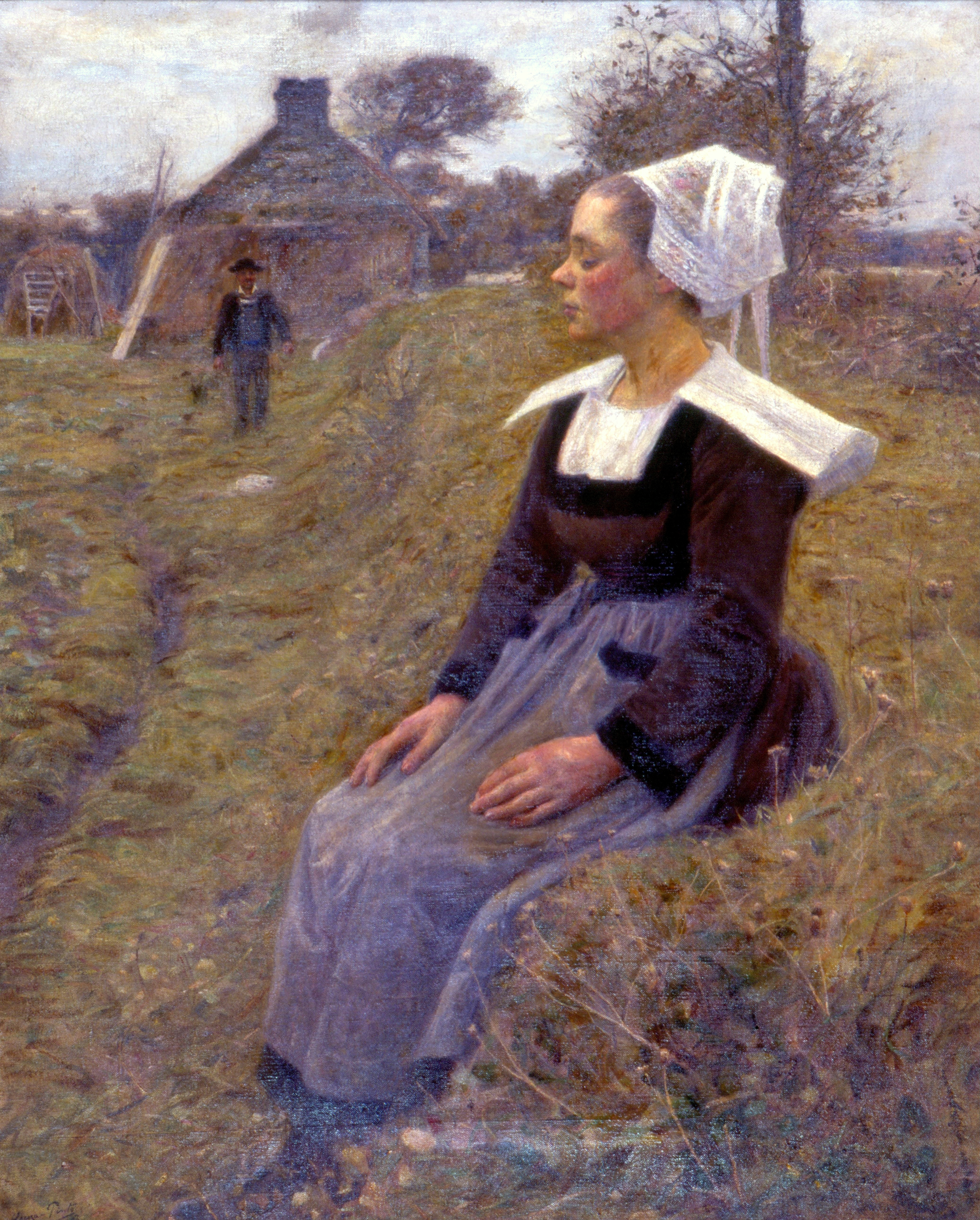
Встреча, 1893
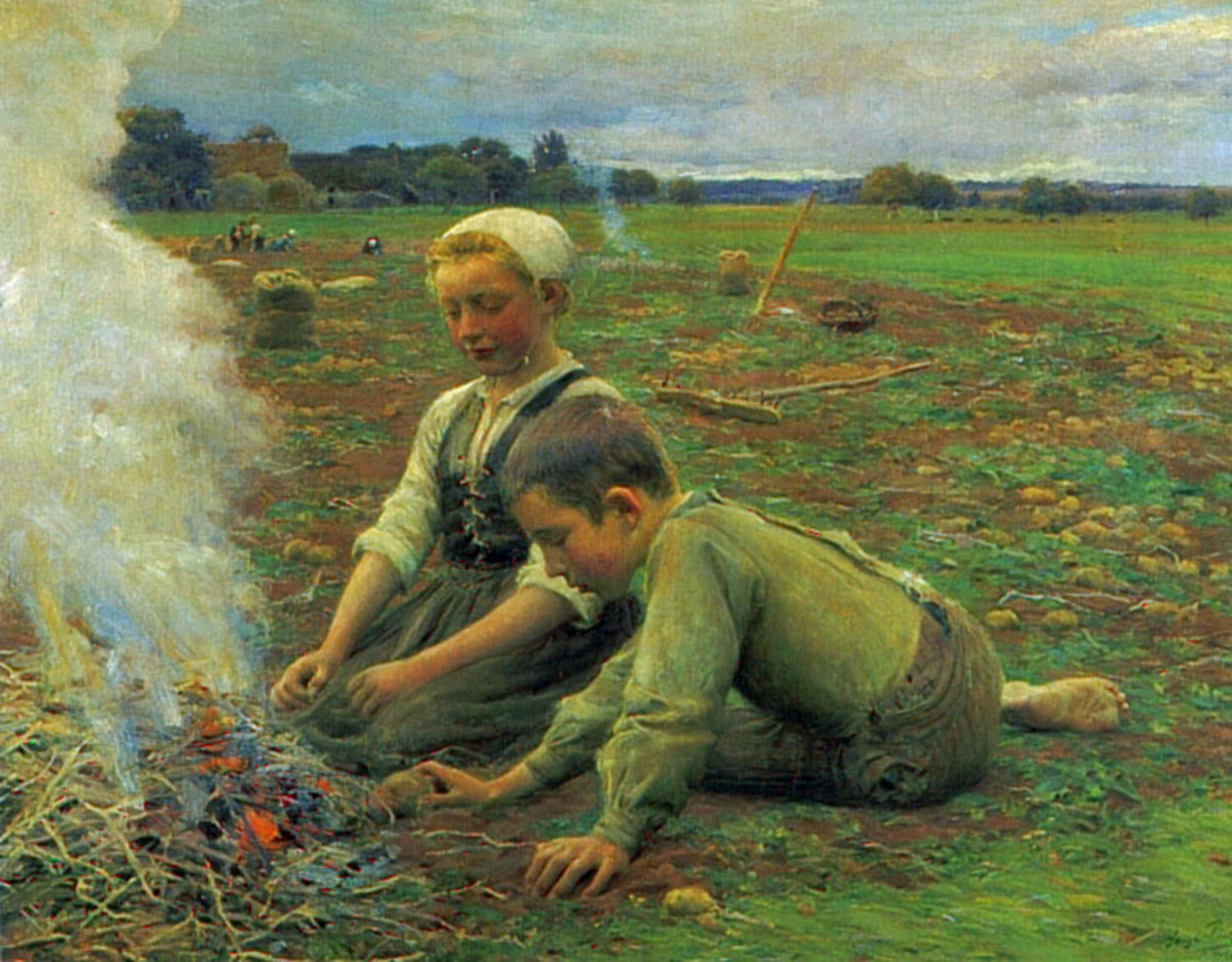
Сбор урожая картофеля, 1898
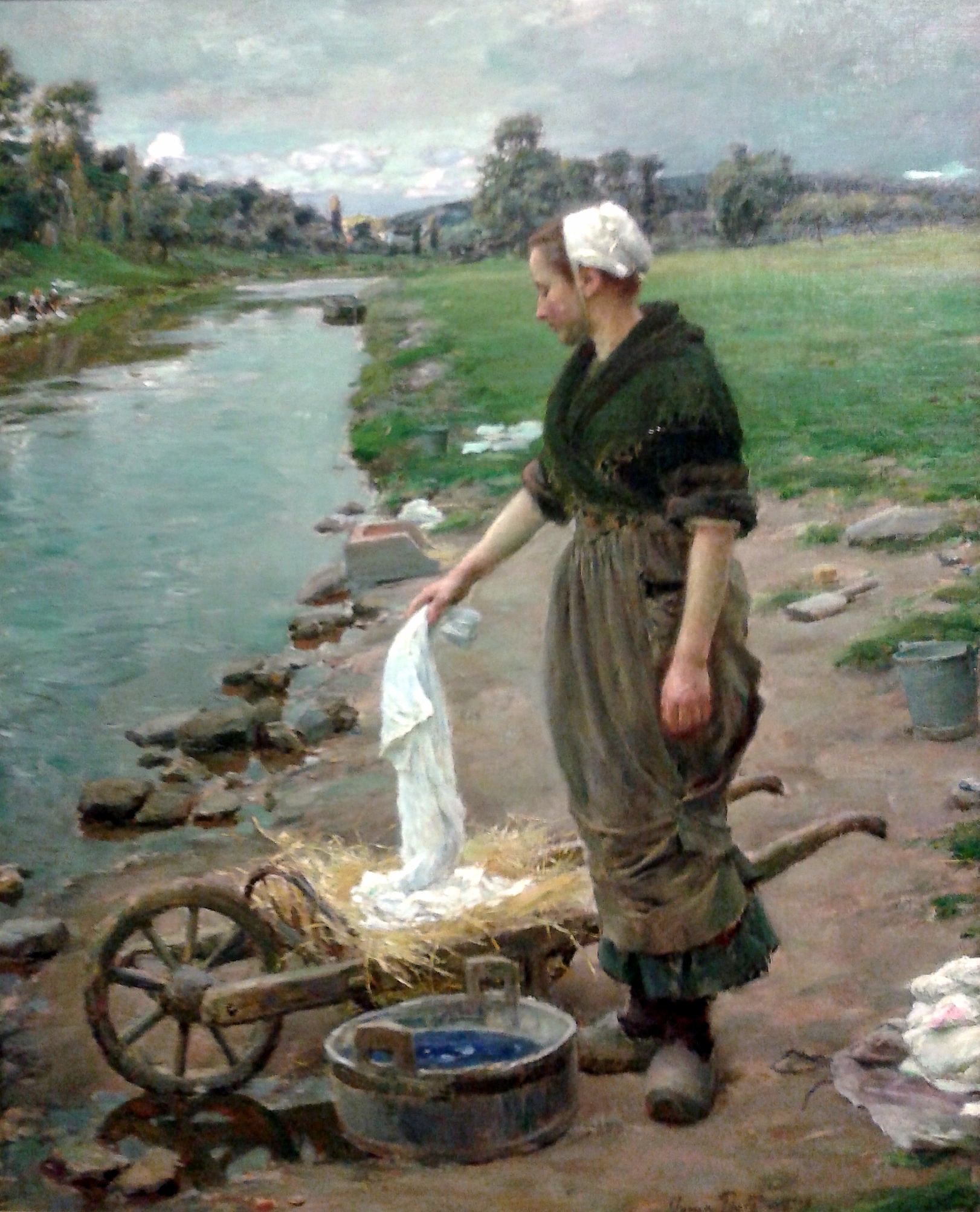
Синее ведро, 1907

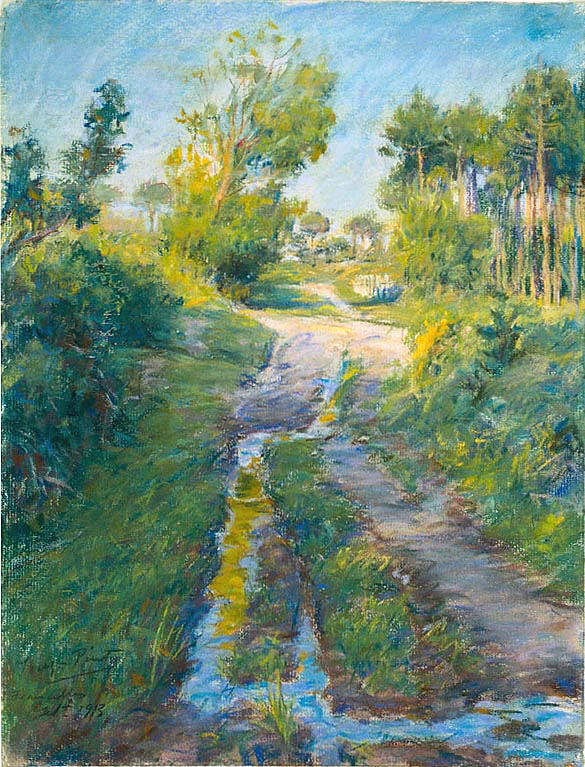
Efeito de sol ao fim de tarde, 1913
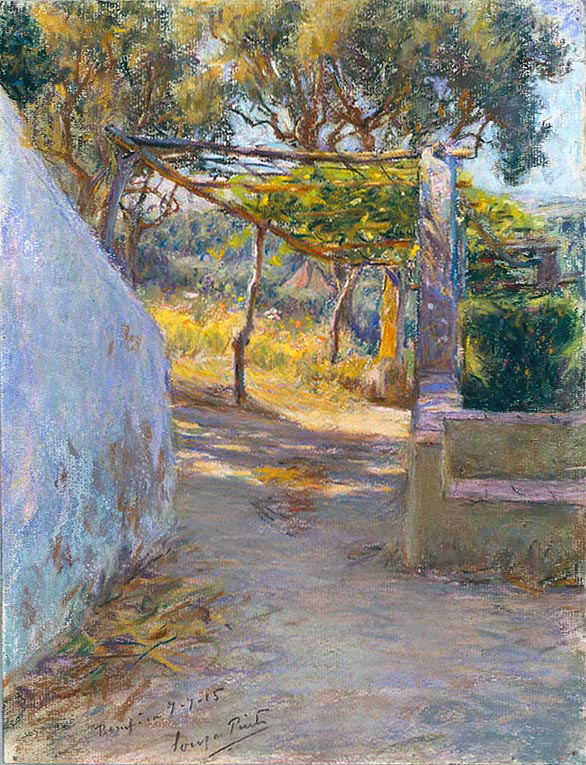
Efeito de tarde, 1915
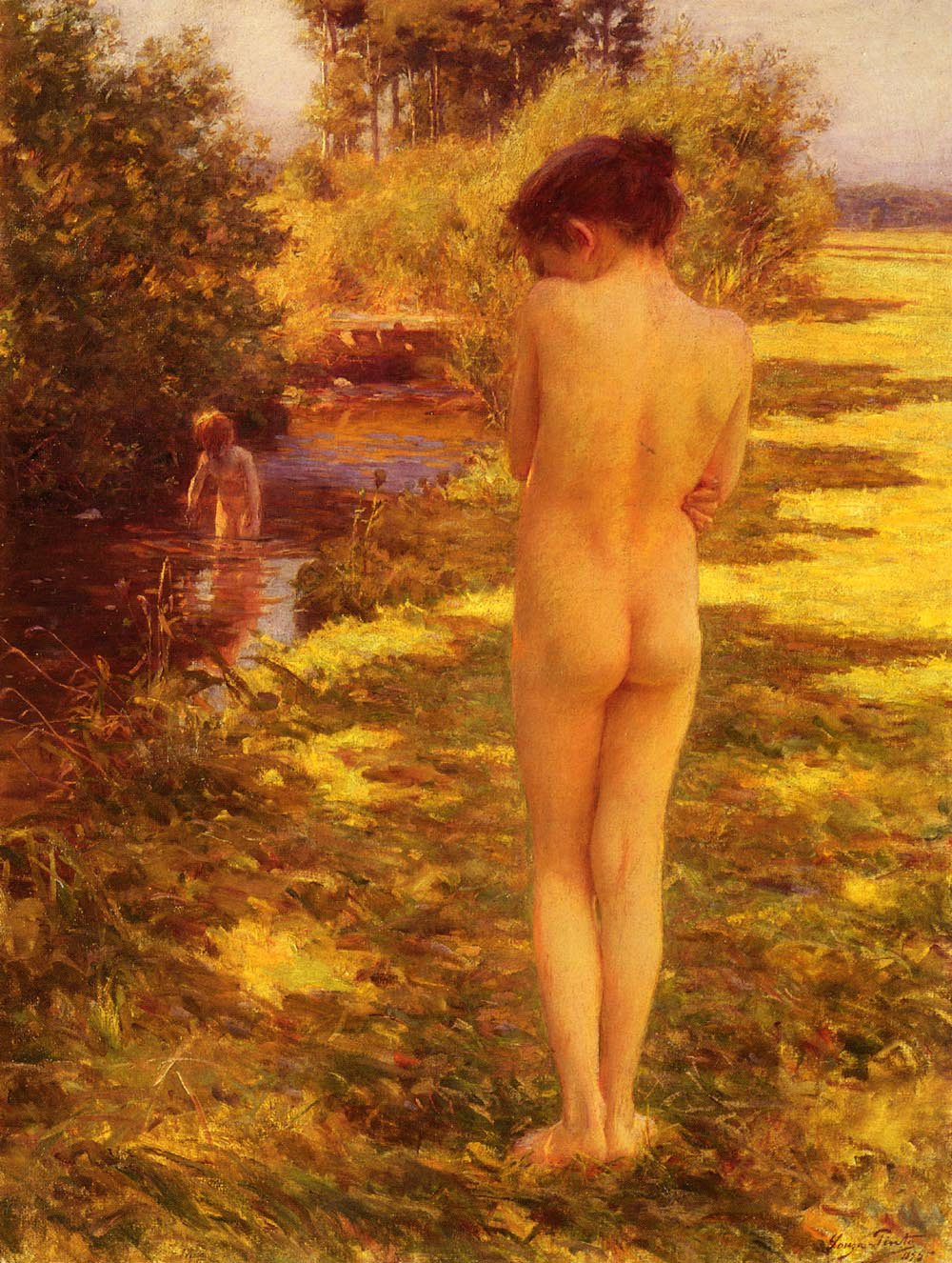
Купальщица, 1910-е
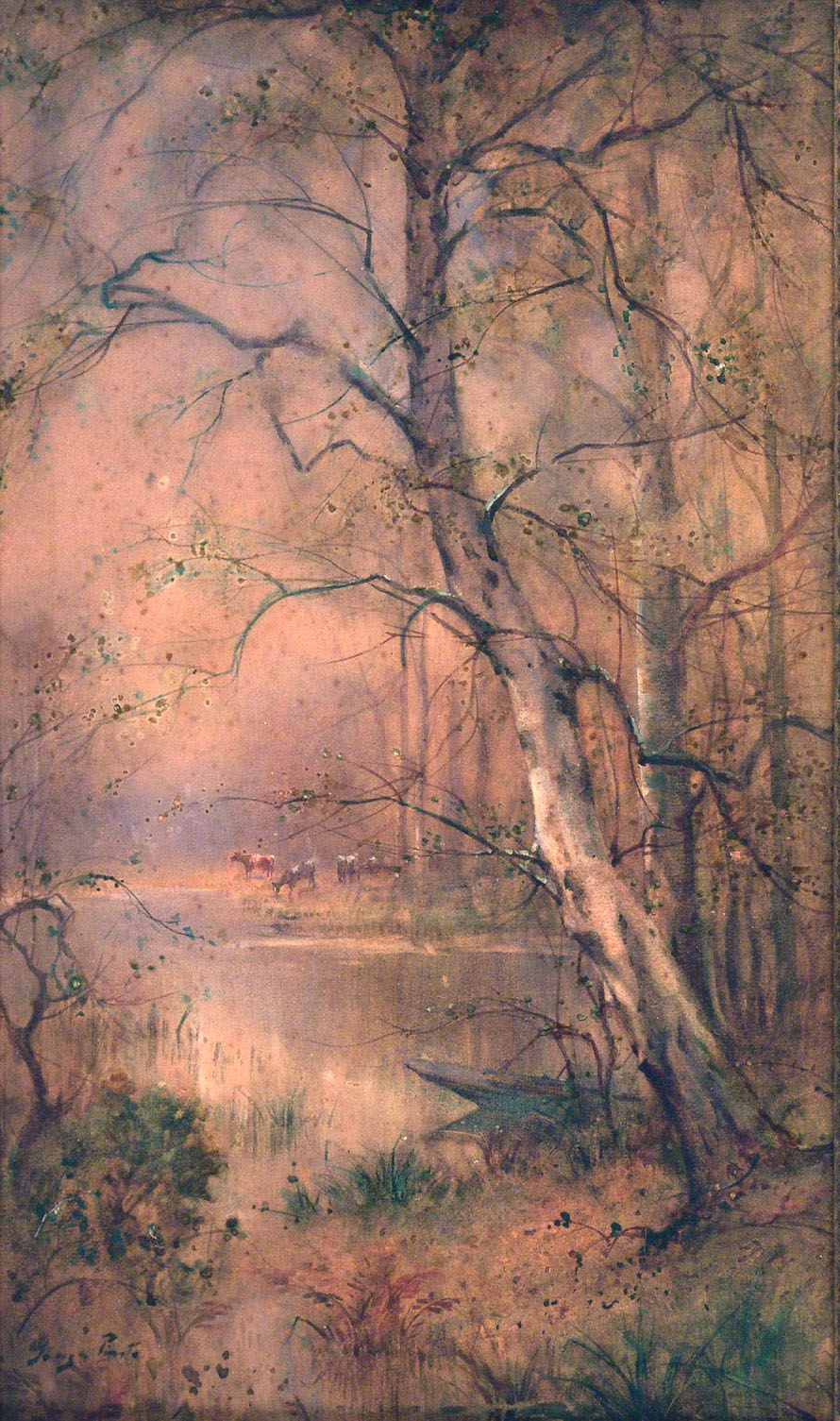
Пейзаж с озером и коровами, 1910-е